# André Steensen
André Steensen (Skanderborg, 12 oktober 1987) is een Deens voormalig wielrenner. Na zijn actieve wielerloopbaan werkte Steensen als ploegleider, onder andere bij Cult Energy Pro Cycling (2015) en Stölting Service Group (2016).

## Belangrijkste klasseringen
2004
- Deens kampioen op de weg, Junioren

2005
- Deens kampioen ploegentijdrit, Junioren
- 1e etappe Luik-La Gleize (Junioren)

2007
- Deens kampioen tijdrijden, Beloften

2009
- Bergklassement Ster Elektrotoer

2012
- 2e etappe Circuit des Ardennes
- Himmerland Rundt
- 1e etappe Flèche du Sud
- 1e etappe Kreiz Breizh Elite
- 2e etappe Kreiz Breizh Elite
- Eindklassement Kreiz Breizh Elite

Arvesen ·
Bak ·
Blaudzun · 
Bøchman ·
Breschel ·
Cancellara     ·
Cuesta ·
Goss ·
Haedo ·
Hoestov ·
Johansen (tot 30/04) ·
Julich ·
Klostergaard ·
Kolobnev ·
Kroon ·
Larsson ·
Ljungqvist ·
Lund ·
McCartney ·
McGee · 
O'Grady ·
Sastre ·
A. Schleck ·
F. Schleck ·
C. A. Sørensen ·
N. Sørensen · 
Steensen ·
Van Goolen ·
Voigt ·
Bellis (stagiair) ·
Didier (stagiair) · 
Fuglsang (stagiair)
Arvesen ·
Bak ·
Bellis · 
Bøchman ·
Breschel ·
Cancellara     ·
Fuglsang ·
Goss ·
Haedo ·
Høj ·
Klemme ·
Klostergaard ·
Kolobnev ·
Kroon ·
Larsson ·
Ljungqvist ·
Lund ·
McCartney ·
Mørkøv · 
O'Grady ·
Rasmussen ·
A. Schleck ·
F. Schleck ·
C. A. Sørensen ·
N. Sørensen · 
Steensen ·
Van Goolen ·
Voigt
Bellis · 
Breschel ·
Cancellara       ·
Cooke ·
Didier ·
Fuglsang ·
J. J. Haedo ·
L. S. Haedo ·
Høj ·
Jørgensen ·
Klemme ·
Klostergaard ·
Larsson ·
Lund ·
Marycz ·
Mørkøv ·
O'Grady ·
Porte ·
Rasmussen ·
A. Schleck ·
F. Schleck ·
C. A. Sørensen ·
N. Sørensen · 
Steensen ·
Voigt
Bellis · 
Boaro ·
Christensen ·
Contador ·
Cooke ·
Didier ·
J. J. Haedo ·
L. S. Haedo ·
Hoestov ·
Hernández ·
Jørgensen ·
Klostergaard ·
Larsson ·
Majka ·
Marycz ·
Mørkøv ·
Navarro ·
Noval ·
Nuyens ·
Porte ·
Roberts ·
C. A. Sørensen ·
N. Sørensen · 
Steensen ·
Tanner ·
Tosatto ·
Vandborg ·
Margaliot (stagiair)
Boaro ·
Cantwell · 
Christensen ·
Contador ·
J. J. Haedo ·
L. S. Haedo ·
Hoestov ·
Hernández ·
Juul-Jensen ·
Jørgensen ·
Klostergaard ·
Kroon ·
Lund ·
Majka ·
Margaliot ·
Marycz ·
Miyazawa ·
Mørkøv ·
Navarro ·
Noval ·
Nuyens ·
Paulinho ·
Pires ·
Roberts ·
C. A. Sørensen ·
N. Sørensen · 
Steensen ·
Tanner ·
Tosatto ·
Vinther